# Jean Hersholt
Jean Hersholt, född 12 juli 1886 i Köpenhamn, Danmark, död 2 juni 1956 i Hollywood, Los Angeles, Kalifornien, var en dansk skådespelare, från 1915 verksam i amerikansk film. 
Jean Hersholt debuterade 1904 på Dagmarteatret i Köpenhamn och var sedan verksam där, han turnerade även i Europa med Ibsen- och Strindbergroller. Hersholt filmade redan 1906 i sin första filmroll, men hans filmkarriär kom främst att vara förlagd till USA, dit han kom 1913 för att spela in film i San Francisco. Han kom att medverka i över 500 filmer. Sin första huvudroll gjorde han i 1936 i Doktorn, kom genast!, och hade ledande roller i Garbofilmerna Susan Lenox och Grand Hotel samt Män i vitt. Hersholt gjorde sig även känd för sin omfattande välgörenhet och var från 1945 president för The Academy of Motion Picture Arts and Sciences.
Han var en stor beundrare av H.C. Andersen och gjorde en översättning av hans sagor till engelska.

## Filmografi (i urval)
- 1906 - Opløb på Frederiksberg
- 1915 - The Disciple
- 1931 - Susan Lenox
- 1932 - Grand Hotel (film)
- 1934 - Den brokiga vävnaden

## Utmärkelser
- Riddare av Dannebrogorden,  1946[6]
- Ingenio et arti,  1955[6]
- Stjärna på Hollywood Walk of Fame,  1960[7]
- Heders-Oscar

[Redigera Wikidata]